# Sándwich Reuben

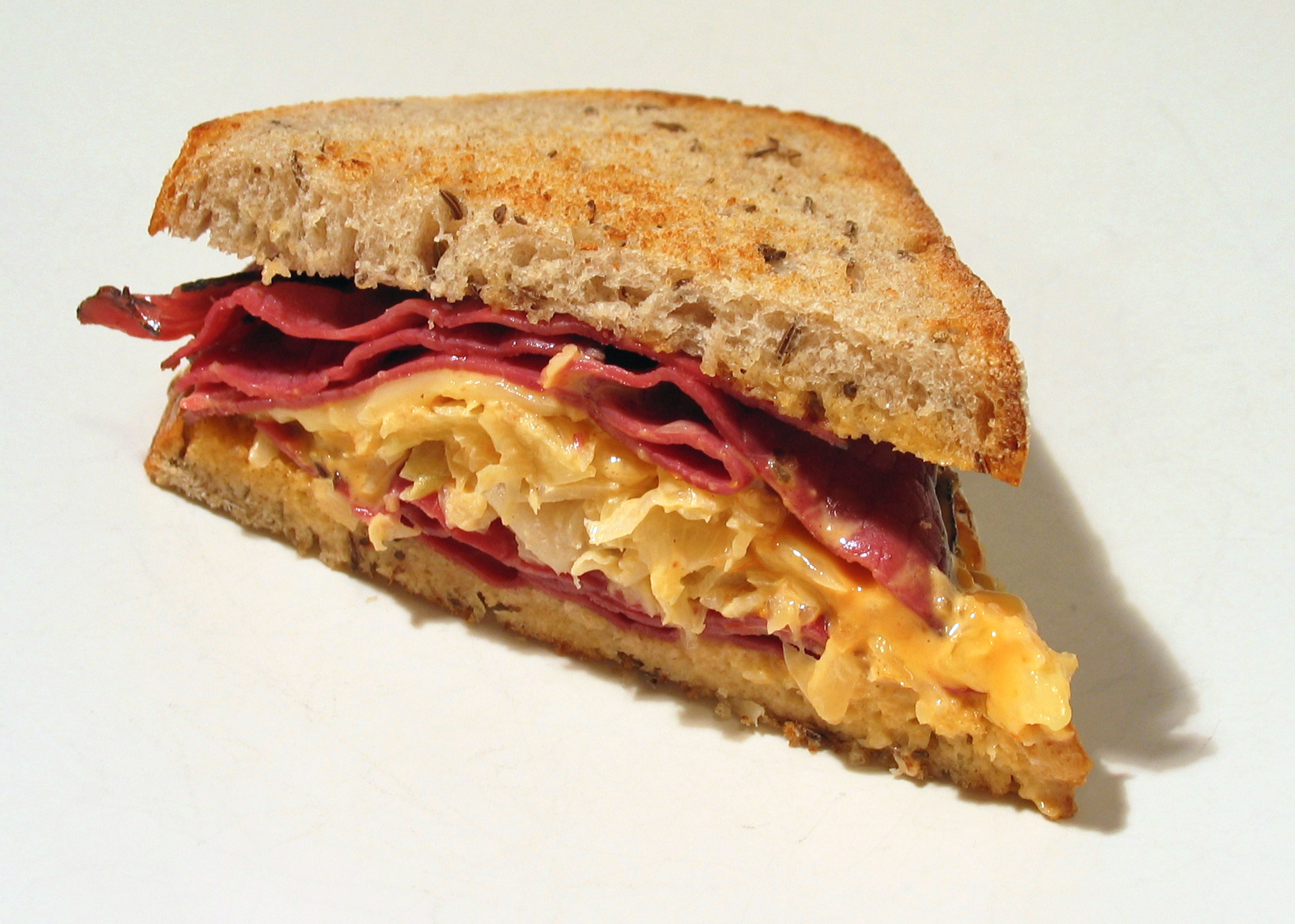
Un Reuben sandwich.

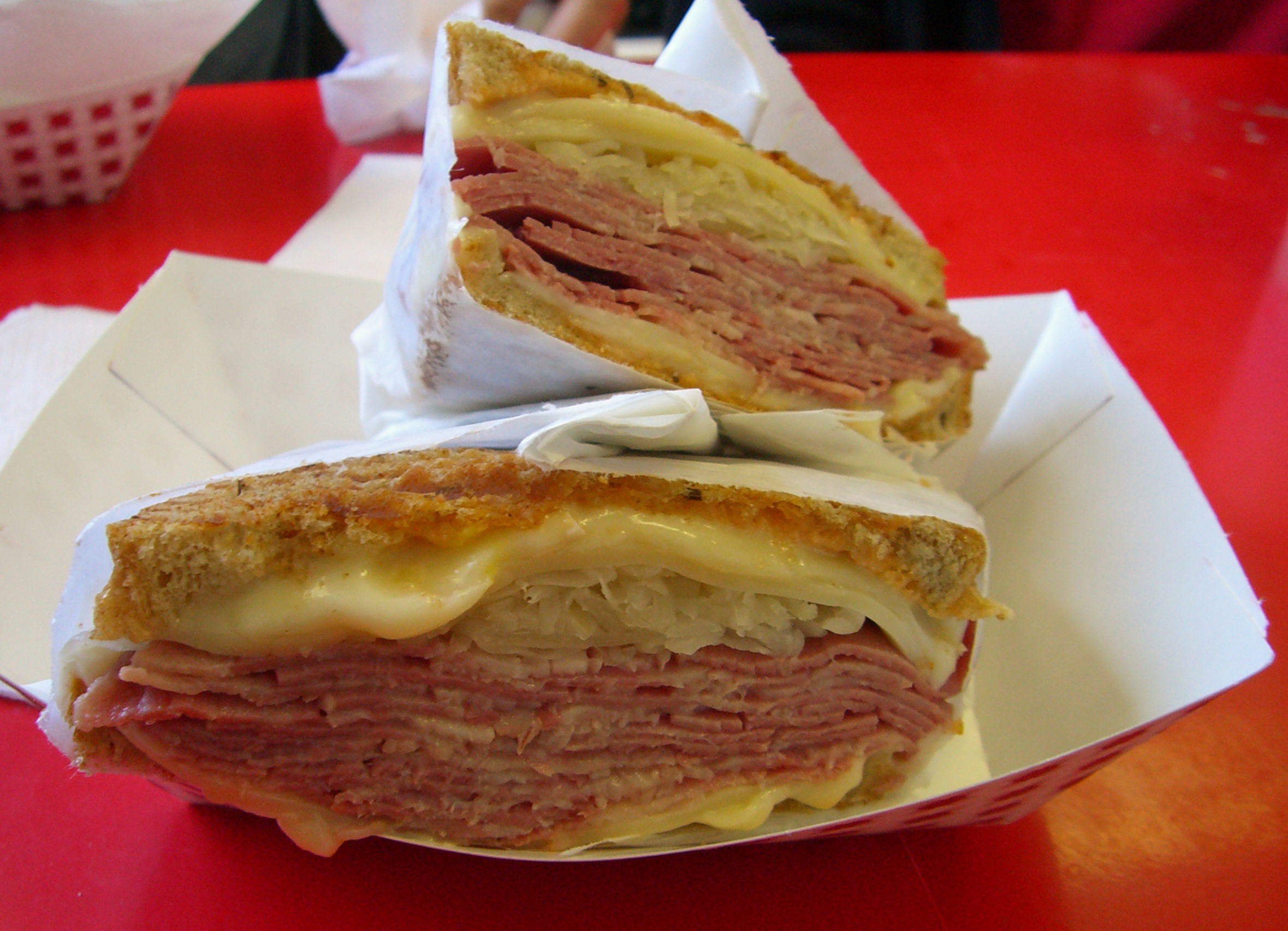
Un reuben sandwich

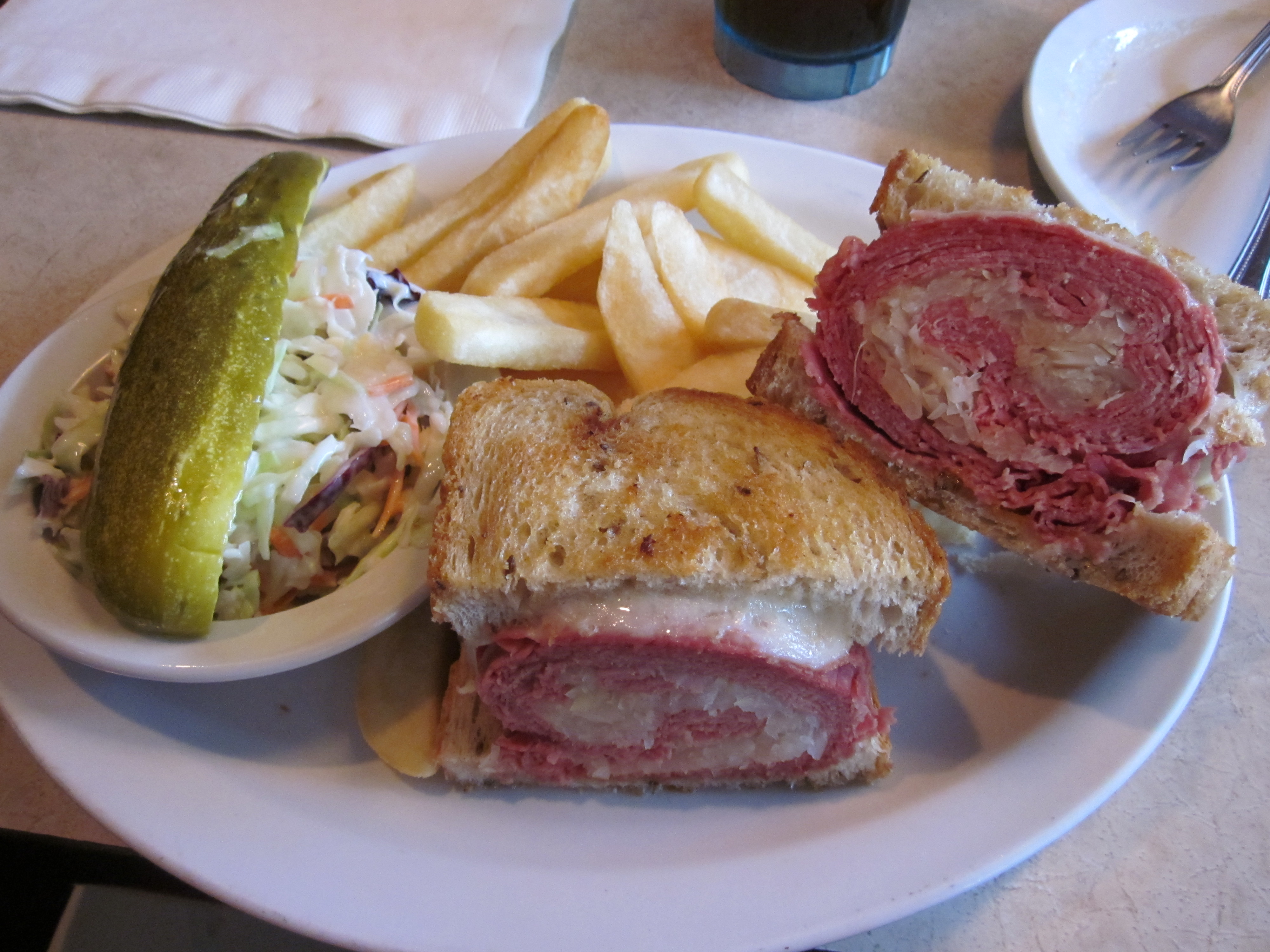
Un Reuben servido con coleslaw.

El Reuben o también denominado Reuben sandwich es un sándwich a la plancha elaborado con corned beef, chucrut, queso suizo y Russian dressing. Servido generalmente con pan de centeno aunque tradicionalmente se ha empleado el pan pumpernickel.

## Orígenes
Los orígenes de este emparedado son una disputa. Una de las versiones menciona que Reuben Kulakofsky (a veces pronunciado como Reubin, abreviado como Kay), un propietario de una tienda de ultramarinos en Omaha, Nebraska, fue el inventor, quizás como parte de una timba semanal de poker (Kulakofsky's weekly) cuando se celebraba en el Hotel Blackstone Hotel ca. 1920-1935. Los participantes denominaban a esta reunión semanal "the committee", e incluía el propietario del hotel, Charles Schimmel. El sandwich ganó fama entre los habituales de esta reunión y fue cuando Schimmel lo puso en el menú de Blackstone. 
Los herederos de Arnold Reuben propietarios del Reuben Restaurant de la calle 58 en Nueva York, reclaman el honor de la invención. Ellos sostienen que el Reuben fue creado como sandwich en 1914 para servir a Annette Seelos. Los partidarios de esta versión mencionan que Seelos empezaba en este tiempo con cine mudo oponiéndose a Charlie Chaplin.
La primera versión es la popularmente más aceptada. Esta creencia ha crecido con el rodaje del film Quiz Show: El dilema, aunque en el guion incorpora algún detalle inventado diciendo que el emparedado fue inventado para ganar una apuesta. El menú más antiguo que denomina al Reuben procede del Cornhusker Hotel en Lincoln, Nebraska y data del 1937. También en un artículo publicado en el Omaha Evening World-Herald en 1965, Ed Schimmel (hijo de Charles Schimmel, propietario del Blackstone Hotel) reclama haber visitado el Manhattan Reuben Restaurant donde pidió un Reuben y descubrió que "nadie sabía nada de este sandwich".

## Variantes
La salsa mil islas se emplea a veces como substituto del aliño ruso. El Reuben posee muchas variaciones incluyendo su sandwich similar, el "Rachel", que está elaborado de pastrami o carne de pavo en lugar de corned beef (y a veces cole slaw en vez de chucrut). Un Georgia Reuben que está hecho de pavo y cole slaw. 